# وایولا دینا
وایولا دِینا (انگلیسی: Viola Dana؛ ‏ ۲۶ ژوئن ۱۸۹۷ – ۳ ژوئیهٔ ۱۹۸۷) بازیگر اهل ایالات متحده آمریکا بود.
از فیلم‌هایی که وی در آن نقش داشته‌است، می‌توان به نمایش نمایش‌ها، نمایش باشکوه هالیوود و وحی اشاره کرد.